# Justus Friedrich August Lodtmann

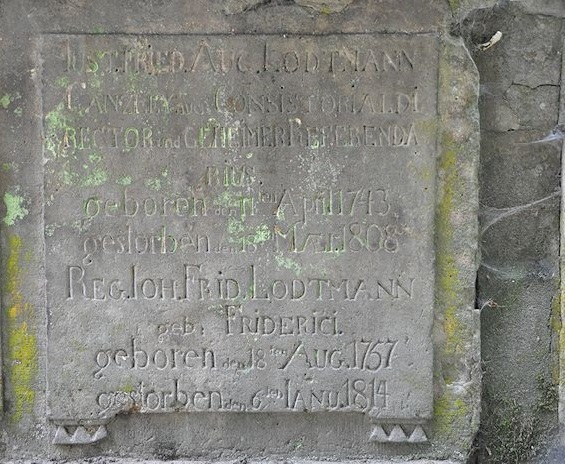
Grabstein von Lodtmann auf dem Hasefriedhof

Justus Friedrich August Lodtmann (* 11. April 1743 in Osnabrück; † 18. März 1808 in Osnabrück) war ein Verwaltungsjurist und Autor juristischer und historischer Werke zur Osnabrücker Geschichte.

## Familie
Lodtmann war ein Sohn des Osnabrücker Stadtrichters Justus Rudolf Christian Lodtmann und seiner Ehefrau Regina Dorothea Margarethe von Lengerken. Sein Bruder Franz Gerhard Wilhelm (1745–1827), Jurist und Historiker, ist bekannt für seine Genealogischen Tabellen Osnabrücker Familien. Sein Onkel war der Jurist und Historiker Carl Gerhard Wilhelm Lodtmann (1720–1755). Lodtmann heiratete 1773 eine Nichte von Justus Möser.

## Leben

### Juristische Laufbahn
Nach dem Besuch des Ratsgymnasiums studierte Lodtmann Rechtswissenschaft in Helmstedt und Leipzig. Er promovierte 1768 in Duisburg mit einer rechtsgeschichtlichen Abhandlung. Seine juristische Laufbahn begann er im gleichen Jahr als Advokat in Osnabrück. Von 1768 bis 1773 war er Registrator an der Land- und Justizkanzlei, ab 1771 trug er den von ihm selbst gewählten Titel eines fürstlichen Archivars. Ab 1778 besetzte er die Stelle eines Advocatus fisci. 1780 erfolgte seine Ernennung zum Kanzleirat und 1787 zum Konsistorialrat des Osnabrücker Konsistoriums. 1794 nach Mösers Tod übernahm er zusätzlich dessen Amt eines Geheimen Regierungsreferendars. Er avancierte damit zum wichtigsten politischen Berater im Hochstift. 1799 wurde er schließlich auch Kanzlei- und Konsistorialdirektor. Damit besaß Lodtmann ein größeres Einflusspotential als es vor ihm je ein Osnabrücker Beamter hatte. „Dennoch gilt heute die Ära Lodtmann, die zugleich die Endzeit des Hochstifts Osnabrück prägte, als Phase politischer Inflexibilität und Stagnation.“

### Publizistisches Werk
Lodtmann Arbeiten befassen sich vor allem mit der Osnabrücker Rechtsgeschichte. Zwischen 1766 und 1770 gab er mehrere, auf Vorarbeiten seiner Onkel Carl Gerhard Wilhelm Lodtmann und Anton Itel Friedrich Lodtmann beruhende Werke über die Eigentümlichkeiten des Osnabrücker Landesrechts heraus. 1770 war er zusammen mit seinem Bruder Herausgeber einer Monatsschrift mit dem Titel Oßnabrüggische Unterhaltungen. In diesem kurzlebigen Organ wurden bunt gemischt nebeneinander historische Quellen, Beiträge zu juristisch-politischen Tagesfragen und Gedichte abgedruckt. „Als Quellensammlung von ganz besonderem Werthe und noch heute [1906] unentbehrlich sind seine 1778 und 1782 in zwei Bänden erschienenen ‚Acta Osnabrugensia‘“. Zu Lodtmanns publizistischer Leistung gehörte auch die 1771 begonnene Fortsetzung des Osnabrücker Stiftskalenders. Seine Mitarbeit an der Erstellung des Codex Constitutionum Osnabrugensium war die Fortsetzung der Beschäftigung mit der Osnabrücker Rechts- und Verfassungsgeschichte.
Lodtmann war der Erste, der auf dem neu geschaffenen Hasefriedhof beerdigt wurde. Die Lodtmannstraße im Stadtteil Schölerberg ist nach ihm benannt.

## Schriften

### Selbständige Veröffentlichungen
- De Jure Holzgravalia praesertim in episcopatu Osnabrugensi libellus […]. Meyer, Lemgo 1770. (Latein, Digitalisat Münchener Digitalisierungszentrum (MDZ))
- Oßnabrückisches Eigenthums-Recht, oder Verordnungen für die Gutsherrn und Eigenbehörige Leute und Güter. Kißling, Osnabrück 1770. (Digitalisat SUB Göttingen)
- Acta Osnabrugensia, oder Beyträge zu den Rechten und Geschichten von Westfalen, insonderheit vom Hochstifte Osnabrück. 3 Bde., Kißling, Osnabrück 1778–1789. (Digitalisat Teil 1 (1778)); (Digitalisat Teil 2 (1782)); (Digitalisat Teil 3 (1789)).
- Codex constitutionum Osnabrugensium. 2 Bände in je 2 Teilen. Osnabrück 1783–1819. (Die letzten beiden Teile erschienen posthum unter anderer Autorenschaft). (Digitalisat Teil 1 Band 1 (1783))

### Herausgeber
- Carl Gerhard Wilhelm Lodtmann Lodtmann: D. Caroli Gerardi Gvilielmi Lodtmann ICti Et Antecessoris Helmstadiensis Commentatio De Divisione Personarvm Secvndvm Consvetvdines Osnabrvgenses. Hrsg.: Justus Friedrich August Lodtmann. Osnabrugi 1768 (Latein, Commentatio De Divisione Personarum Secundum Consuetudines Osnabrugenses in der Google-Buchsuche-USA – Er gab das Werk seines Onkels heraus).
- (Mit seinem Bruder): Oßnabrüggische Unterhaltungen. Eine Monatsschrift. Jg. 1, Osnabrück 1770; enthält: Gedichte, historisch-politische Abhandlungen und historische Quellen (k10plus ppn 130215627 = ZDB-ID 536475-9; k10plus ppn 483146714, k10plus ppn 182977347X)
- Osnabrückischer Stifts-Calender. Osnabrück 1771ff. (k10plus ppn 131124846 = ZDB-ID 1124563-3)